# Valencia (Venezuela)
Valencia je třetí největší město ve Venezuele. Nachází se ve federálním státě Carabobo. V roce 2010 zde žilo 1 827 165 obyvatel.

## Historie
Valencia byla založena v roce 1555 v údolí zvaném Valle de los Tacariguas. V šedesátých letech 16. století bylo obsazeno španělským conquistadorem Lope de Aguirre. V 17. století ho obsadili francouzští piráti.
24. června 1821 se nedaleko tohoto města uskutečnila slavná bitva Carabobo, podle které byl pojmenován stát, ve kterém se město nachází.

## Geografie
Valencia leží u řeky Cabriales, a je postaveno při její nížině. Nachází se ve výšce 479 m n. m., asi 150 km od hlavního města Caracasu.

## Partnerská města
- Neapol, Itálie
- Valencie, Španělsko
- Sibiu, Rumunsko
- Plovdiv, Bulharsko